# Phoebe Spoors
Phoebe Spoors, née le 11 août 1993 à Christchurch, est une rameuse néo-zélandaise.

## Carrière
Phoebe Spoors commence à faire de l'aviron à 13 ans au Canterbury Rowing Club. Elle part faire ses études en études politiques à l'université de Washington à Seattle, où elle termine championne NCAA lors de sa dernière année. Sa sœur aînée est la rameuse Lucy Spoors, championne olympique de deux de couple en 2024 tandis que sa jumelle Grace est une ancienne rameuse universitaire.
En 2021, elle fait partie de l'équipe de huit avec sa sœur Lucy sélectionnée pour les Jeux olympiques d'été de 2020.
Qualifiée avec le bateau de quatre sans barreur néo-zélandais féminin aux Jeux olympiques d'été de 2024, Phoebe Spoors et ses coéquipières Jackie Gowler, Kerri Williams et Davina Waddy remportent la médaille de bronze.

## Palmarès

### Jeux olympiques
- médaille de bronze en quatre sans barreur féminin aux Jeux olympiques d'été de 2024 à Paris